# 東香川市
もしかして
- 東かがわ市

ではありませんか？